# Das Glas Wasser (1960)
Das Glas Wasser ist ein in Form eines Theater-Singspiels gehaltener Kinospielfilm aus dem Jahr 1960. Unter der Regie von Helmut Käutner spielte eine imposante Starriege unter der Führung von Gustaf Gründgens, Liselotte Pulver und Hilde Krahl. Der Film, dessen zentrales Element die artifiziellen und stark stilisierten Dekorationen bilden, wurde während der Internationalen Filmfestspiele in Berlin am 5. Juni 1960 der Öffentlichkeit erstmals vorgestellt. Die Produktion beruht auf dem gleichnamigen Bühnenstück des französischen Dramatikers Eugène Scribe.

## Handlung
Der Film spielt im London des Jahres 1710 während des Spanischen Erbfolgekrieges. Die noch junge und unerfahrene Königin Anna von England ist eine schwache Regentin, die sich gerne von Lady Churchill, der Herzogin von Marlborough, beeinflussen lässt. Mit ihren Intrigen bezweckt die Herzogin, ihren Gatten, den kriegslüsternen Marschall von Marlborough, in einem besseren Licht erscheinen zu lassen. Aber da ist auch noch Henry St. John, ein adliger Journalist und Anführer der Opposition, der mit allen Mitteln versucht, den Krieg mit Frankreich möglichst bald zu beenden. Darum bemüht auch er sich, die Königin in seinem Sinn zu beeinflussen.
Lady Churchill ist galanten Abenteuern nicht abgeneigt. Deshalb protegiert sie den jungen Landadligen Arthur Masham und befördert ihn kurzerhand zum Fähnrich der Garde. Aber Henry St. John durchschaut den Plan. Er weiß, dass Masham mit Abigail, der eifersüchtigen Verkäuferin in einem Juweliergeschäft, verlobt ist. Diese will er nun für seine Zwecke einspannen.
Masham duelliert sich mit einem sehr reichen Vetter von Henry, und nur er überlebt den Zweikampf. Auf diese Weise erbt Henry ein beträchtliches Vermögen und darf sich fortan „Lord Bolingbroke“ nennen. Im Wettstreit des Intrigierens geht die nächste Runde an den neuen Lord, als es ihm gelungen ist, Abigail eine Stellung bei der Königin zu verschaffen. So gewinnt Henry immer mehr Einfluss bei Hofe. Durch Abigail erfährt er, dass auch die Königin ein Auge auf Masham geworfen hat, ohne dass dieser bisher etwas davon bemerkt hat. Als Zeichen eines geplanten Rendezvous will sie bei einer Feier von Masham ein Glas Wasser erbitten. Bei dieser Gelegenheit erklärt Henry der Herzogin, dass sie eine Rivalin habe. Deren Namen verrät er jedoch nicht. Als aber die Herzogin bei der nächsten Party der Königin erfährt, wer ihr die Gunst des Fähnrichs streitig macht, verliert sie die Fassung, was zur Folge hat, dass sie von ihrem Berateramt zurücktreten muss.
Doch noch einmal scheint sich das Blatt zu Gunsten der Herzogin zu wenden, als sie mit ein paar Hofdamen die Königin bei einem nächtlichen Treffen mit Masham überrascht. Darauf aber hat Henry nur gewartet. Er ist sofort zur Stelle und rettet die Königin durch eine Notlüge. Fortan ist er deren alleiniger Berater. Die Demission der Herzogin ist besiegelt. Deren kriegerischer Ehemann wird entlassen. Nun tritt Henry als Premierminister an die Spitze eines neuen Kabinetts. Seine erste Aufgabe wird sein, mit Frankreich Friedensverhandlungen aufzunehmen.

## Produktionsnotizen
Das Glas Wasser entstand zwischen dem 25. Februar und dem 30. März 1960 in Eastmancolor ausschließlich in den Real-Film-Studios in Hamburg-Wandsbek. Der Massenstart des Films erfolgte am 6. Juli 1960 mit der offiziellen Premiere in Berlins Zoo Palast.  Am 1. Mai 1964 lief Das Glas Wasser auch in den DDR-Kinos an. Die deutsche Fernseherstausstrahlung erfolgte am 28. März 1970 im ZDF.
Die stilisierten Filmdekorationen stammen aus den Händen von Herbert Kirchhoff und Albrecht Becker. Käutner-Ehefrau Erica Balqué assistierte ihrem Gatten bei der Regie. Willibald Eser half Käutner bei der Erstellung des Drehbuchs. Werner Schlagge war Cheftontechniker.
Für Gustaf Gründgens bedeutete diese Filmrolle die Rückkehr vor die Kamera nach 19 Jahren Leinwandabstinenz.
Gustaf Gründgens, Liselotte Pulver, Hilde Krahl und die erst 18-jährige Sabine Sinjen sorgten für die Gesangspartien. Gerade die drei Schauspielerinnen traten in ihren sonstigen Filmen kaum als Sängerinnen in Erscheinung. Die Texte für die Couplets lieferte Helmut Käutner.
Produzent Georg Richter hatte auch die Herstellungsleitung, Georg Mohr die Produktionsleitung.

## Musik
Die Musik spielt in dem Film eine große Rolle. Komponiert wurde sie von Bernhard Eichhorn und Roland Sonder-Mahnken, die Bearbeitung stammt von Bert Kaempfert. Die Autoren haben mit dem Regisseur als Texter in den Film – was bei der Scribschen Vorlage nicht der Fall ist – einige Lieder eingebaut, sodass der Film manchmal fast wie ein Musical wirkt. Die Anfänge der wichtigsten lauten:
Chanson Sir Henry

Ich bin Henry St. John,

Journalist aus Passion.

„The Mirror – der Spiegel“, so heißt meine Zeitung,

vertritt die Int’ressen der Opposition.

Bluff-Chanson (Sir Henry)

Ich nützte gern nach dieser Kontroverse

und dem Prinzip Gelegenheit macht Verse

den Augenblick für ein Extempore.

Kein Widerspruch? Merci,

Mesdames, Messieurs …

Arie und Lied über Arthur (Abigail mit Ballett)

Soviel andre gibt es, die sie lieben können,

warum muss es ausgerechnet Arthur sein?

Warum will man mich von meinem Arthur trennen?

Warum will man meinen Arthur mir nicht gönnen?

Fällt den andren denn kein andrer ein?

Elegie Royale (Königin Anna)

An jedem illustrierten Blatt

drückt sich mein Volk die Nase platt:

die Queen in grün, in weiß, in blau,

mal Staatsempfang, mal Truppenschau,

beim Hofball und beim Reiten,

von vorn, von allen Seiten.

Party-Chanson (Sir Henry)

Die Gelegenheit, bei der sich Leute sehen können,

die sich nicht sehen können,

die nennt man Party,

Party, Party.

Und die Verlegenheit, dass sie sich gerne sehen müssen

und dabei stehen müssen, gehört zur Party,

Party, Party.

## Auszeichnungen
- die Filmbewertungsstelle Wiesbaden erteilte dem Werk das Prädikat „Besonders Wertvoll“.
- Hilde Krahl, Günther Anders und die beiden Filmarchitekten Albrecht Becker und Herbert Kirchhoff wurden 1961 mit dem Filmband in Gold ausgezeichnet. Eine weitere Nominierung ging an Rudolf Forster in der Rubrik „bester Nebendarsteller“.
- der Preis der deutschen Filmkritik wurden an die Rubriken „beste Darstellung“ und „beste Farbfilmkamera“ vergeben.

## Kritiken
„Käutner hat Scribes Komödie schon für die Bühne bearbeitet …; auf der Leinwand ging er, vornehmlich in der Stilisierung, noch einen fröhlichen Schritt weiter. Die Dekorationen sind munter und ironisch. Käutner gibt absichtsvoll verfilmtes Theater, aber er macht das so leichthändig, so spritzig, daß der Beweglichkeit einer Filminszenierung Genüge getan wird. Hübsch anmutig und originell ist das aufbereitet; Käutner-Puzzlespiele am tauglichen Objekt. Ein Glücksfall im deutschen Film, wenn eine Sache zugleich von Rang und prall von Unterhaltsamkeit ist. Gewiß konnte Käutners Halb-Musical nur gelingen, weil ihm ein Ensemble zur Verfügung stand, das sich auf feines Komödienspiel versteht. Gründgens bringt für die Rolle des Bolingbroke unanfechtbare Souveränität mit; er kann Chansons servieren, Pointen abschießen wie Pfeile und hat Musikalität. Er bestimmt den ironischen Tonfall dieses Ensembles. (…) Ein Film für Feinschmecker, für Kinofreunde, die genau hinsehen und hinhören mögen.“

„Die Plakatierung dieses neuen Farbfilms von Helmut Käutner - "Spritzig wie Sekt!" - erweist sich als unzutreffend: Bei der kabarettistischen Aufbereitung hat der Regisseur die höfische Intrigen-Posse des französischen Lustspielautors Eugène Scribe (1791 bis 1861) zertüftelt. Auch die Sensation, die man vom Film-Comeback des 60jährigen Gustaf Gründgens (letzte Filmrolle: "Friedemann Bach", 1941) erwarten mochte, bleibt aus: Kunstsprache und Gestik des gefeierten Schauspiel-Professors, den Käutner … auftänzeln läßt, wirken in dem Verfremdungsmilieu des Theater-Lichtspiels … artifiziell.“

„Er spielt wie in der Retorte.“

„Etwas gläserner Humor und starrer Charme.“

Im Lexikon des Internationalen Films ist zu lesen: „Als ironisch geformte Theateraufführung mit glänzender Spiel- und eleganter Regiekunst bereitet der heiter-stilisierte Film ein ungetrübtes Vergnügen.“
Auf Cinema hieß es kurz: „Ironischer Diskurs über die Kunst der Intrige.“